# Барзилай, Регина
Регина Барзилай (род. 30 сентября 1970, Кишинёв, Молдавская ССР) — американский учёный в области информатики и искусственного интеллекта, известная научными работами в области обработки естественного языка и приложениям глубокого обучения в медицине.

## Биография
Репатриировалась в Израиль из Молдавии с родителями Яковом и Аллой в 1991 году после окончания первого курса Кишинёвского университета. Окончила Университет имени Бен-Гуриона в 1998 году, затем аспирантуру в Колумбийском университете под руководством Кэтлин МакКоун. После защиты диссертации (2003) проходила постдокторантуру в Корнеллском университете.
С 2016 года профессор Массачусетского технологического института. В 2017 году получила стипендию Мак-Артура.
Основные научные труды в области вычислительной лингвистики и приложениям машинного обучения в онкологии и дешифровке древних текстов. 
Фелло Ассоциации развития искусственного интеллекта. В 2020 году стала первой обладательницой учреждённой в этом году Ассоциацией по развитию искусственного интеллекта и компанией Squirrel AI премией «Искусственный интеллект на пользу человечества» (AI Award for Artificial Intelligence for the Benefit of Humanity) с денежной наградой — 1 млн долларов.
Муж (с 1994 года) — учёный в области информатики Эли Барзилай.